# Tomō Amino
Tomō Amino (網野友雄?, Amino Tomō; Tokyo, 25 settembre 1980) è un ex cestista giapponese.

## Carriera
Con il Giappone ha disputato i Campionati mondiali del 2006 e cinque edizioni dei Campionati asiatici (2003, 2005, 2007, 2009, 2011).